# Amt Bad Doberan-Land
Het Amt Bad Doberan-Land is een samenwerkingsverband van 9 gemeenten en ligt in het Landkreis Rostock in de Duitse deelstaat Mecklenburg-Voor-Pommeren. Het Amt telt 12.206 inwoners. Het bestuurscentrum bevindt zich in de stad Bad Doberan.

## Geschiedenis
Het Amt Bad Doberan-Land is op 31 maart 1992 opgericht als Amt binnen het toenmalige district Bad Doberan. Op 12 juni 1994 kwam het door een herindeling van de districten in het district Bad Doberan.

## Gemeenten
Het Amt bestaat uit de volgende gemeenten:
- Admannshagen-Bargeshagen (2.899) met Admannshagen, Bargeshagen, Rabenhorst en Steinbeck
- Bartenshagen-Parkentin (1.339) met Bartenshagen, Bollbrücke, Hütten, Neuhof en Parkentin
- Börgerende-Rethwisch (1.711) met Bahrenhorst, Börgerende, Neu Rethwisch en Rethwisch
- Hohenfelde (785) met Ivendorf en Neu Hohenfelde
- Nienhagen (2.140)
- Reddelich (977) met Brodhagen
- Retschow (951) met Fulgenkoppel, Glashagen, Quellental en Stülow
- Steffenshagen (532) met Nieder Steffenshagen en Ober Steffenshagen
- Wittenbeck (872) met Hinter Bollhagen en Klein Bollhagen